# 周匡王
周匡王（？—前607年），姓姬，名班，中国东周第8代君主，前612年至前607年在位，共6年。匡王是周頃王之子。前607年十月，周王班崩，諡“匡”，其弟王子瑜繼位，即周定王。
在位期间执政为周公閱、王孫蘇、召桓公、毛伯衛。